# 神山恵三
神山 恵三（かみやま けいぞう、1917年1月18日 - 1988年12月22日）は、日本の生気象学者。

## 略歴
群馬県桐生市出身。1949年気象大学校卒。1959年「寒冷刺戟によるプレチスモグラムの変動について」で東京医科歯科大学医学博士。気象研究所研究室長、東京医科歯科大学講師、1976年東京農工大学農学部教授、1981年共立女子大学教授を務め、定年直前に死去。フィトンチッドの薬理作用を実証し、森林浴の効果を理論的に解明。森林浴博士として日本環境学会長、緑の文明学会常任理事、仏モーリス・メッセゲ・フィトテラピー研究所長、日本科学者会議初代事務局長なども務める。運輸大臣賞受賞。

## 著書
- 『気象と生活』岩崎書店 (社会科全書) 1954
- 『気象と人間 生気象学入門』紀伊国屋書店 (紀伊国屋新書) 1964
- 『孤独なライフワーク』文芸春秋 1967
- 『地下街と人間 安全性の総点検』日本経済新聞社 (日経新書) 1974
- 『健康の設計』大月書店 (国民文庫) 1975
- 『自然と暮らす健康法 気候風土と上手につきあおう』文潮出版 (ヘルスシリーズ) 1976
- 『風光の反映』文新社 (環境問題シリーズ) 1978
- 『森の不思議』岩波新書 1983
- 『森と人のくらし 森はなぜ大切か』木川秀雄絵 岩崎書店 (知識の絵本) 1984
- 『五季と日本人 くらしの中の気象医学』連合出版 1984
- 『人はなぜ服をきるか』せいのせいじ絵 岩崎書店 (社会とくらしの絵本) 1987

### 共編著
- 『天気と健康』藤井幸雄共著 読売新聞社 1969
- 『植物の不思議な力=フィトンチッド 微生物を殺す樹木の謎をさぐる』B.P.トーキン共著 講談社 (ブルーバックス) 1980

### 翻訳
- エミール・デュオ『気候と人間』奥田穣,岡本雅典共訳 白水社 (文庫クセジュ) 1955

## 論文
- <神山恵三